# Nicolas Costa
Nicolas Sacosta ou Nicolas Costa, est un évêque de Sisteron, mort le 1er avril 1414.
Il doit à la particularité de son diocèse, pourvu de deux chapitres, de n'avoir pas été élu, mais nommé, les deux chapitres établis à Sisteron et Forcalquier ne parvenant pas à se mettre d'accord sur le nom d'un évêque tout au long du XIVe siècle et encore au début du siècle suivant.
Il est probable que c'est cet évêque qui procéda à la consécration de la concathédrale Saint-Mari de Forcalquier, le 21 avril 1408. Il est inhumé dans cette église.
Après Artaud de Mélan, quelques auteurs placent un évêque du nom de Nicolas. Rien ne fut connu de son épiscopat jusqu'à la fin du XIXe siècle et sa redécouverte par le chanoine Albanès.

## Source
- La France pontificale